# Ailele Hun (Camea)
Ailele Hun (Ailelehun) ist eine osttimoresische Aldeia des Sucos Camea (Verwaltungsamt Cristo Rei, Gemeinde Dili). 2015 lebten in Ailele Hun 1451 Einwohner.

## Lage und Einrichtungen
Ailele Hun liegt im Norden des Sucos Camea. Westlich befinden sich die Aldeias Lenuc Hun und Ailoc Camea. Die Südwestspitze von Ailele Hun reicht bis zum Benamauc, einem Quellfluss des Mota Claran. Die Flüsse führen allerdings nur in der Regenzeit Wasser. Jenseits des Flussbetts liegen die Aldeias Has Laran und Lases. Südlich von Ailele Hun befinden sich die Aldeias Bedois und Suco Laran. Im Osten grenzt Ailele Hun an den Suco Hera. Die Grenze wird durch die Dorfstraße gebildet, so dass der Ostteil der Ortschaft Ailele Hun in Hera liegt.
In Ailoc Laran befindet sich die Grundschule Ailelehun.